# Забуже (Замойський повіт)
Забуже (пол. Zaburze) — село в Польщі, у гміні Радечниця Замойського повіту Люблінського воєводства.
Населення — 488 осіб (2011).
У 1975-1998 роках село належало до Замойського воєводства.

## Демографія
Демографічна структура станом на 31 березня 2011 року:
|          | Загалом | Допрацездатний вік | Працездатний вік | Постпрацездатний вік |
| -------- | ------- | ------------------ | ---------------- | -------------------- |
| Чоловіки | 230     | 45                 | 147              | 38                   |
| Жінки    | 258     | 35                 | 128              | 95                   |
| Разом    | 488     | 80                 | 275              | 133                  |